# Eksplozja w Bogoso
Eksplozja w Bogoso – katastrofa drogowa, do której doszło 20 stycznia 2022 roku pod miastem Bogoso, we wsi Apiate w południowo-zachodniej części Ghany. W wyniku katastrofy zginęło 13 osób, a 200 odniosło obrażenia.

## Przebieg
Do eksplozji doszło 20 stycznia 2022 roku pod miastem Bogoso, na trasie Tarkwa – Bogoso – Ayamfuri po tym, jak ciężarówka należąca do firmy Maxam Explosives, przewożąca 10 ton materiałów wybuchowych, czołowo zderzyła się z motocyklem, który następnie został przez nią przejechany. Celem ciężarówki była kopalnia złota Chirano, należąca do Kinross Gold. Do wypadku doszło około godziny 13:25, a eksplozja nastąpiła około 45 minut później. Służby ratownicze nie zjawiły się na miejscu zdarzenia przed eksplozją.
Rzecznik policji oświadczył, że ciężarówka była eskortowana przez samochód Maxam Explosives z przodu i przez radiowóz z tyłu. Oznajmił on także, że kierowca po zderzeniu miał zauważyć ogień i ruszył razem z policją poinformować o tym okolicznych mieszkańców. Okoliczni mieszkańcy stwierdzili natomiast, że nic takiego nie miało miejsca, a ciężarówka nie była eskortowana.
Moment eksplozji został nagrany przez naocznego świadka zdarzenia. Wybuch pozostawił krater w ziemi, mający 20 metrów średnicy.
Eksplozja była tak potężna, że zrównała z ziemią większość wsi Apiate, w której doszło do tragedii. Zginęło 13 osób, a 200 zostało rannych. Według Krajowej Organizacji Zarządzania Katastrofami uszkodzonych zostało około 500 domów i około 100 pojazdów, a przynajmniej 380 osób pozostało bez dachu nad głową. Uszkodzony także został pobliski generator prądu, na skutek czego około 30 tysięcy osób pozostało bez elektryczności. Naprawienie go i reszty uszkodzonej infrastruktury elektrycznej może wynieść ponad milion cedi.
Motocyklista i kierowca ciężarówki przeżyli wypadek jednak odnieśli obrażenia. Kierowcy pojazdów eskortujących nie zostali ranni.

## Reakcja

### Rząd
Ministerstwo Ziemi i Zasobów Naturalnych utworzyło fundusz na rzecz osób dotkniętych tragedią. Samuel Abu Jinapor ogłosił, że utworzenie go pomoże w odbudowie społeczności. Powołano także pięcioosobową komisję, której zadaniem było zarządzanie i koordynacja odbudowy społeczności.

### Kara
W lutym 2022 roku Africanews poinformowało, że Maxam Ghana zgodziło się zapłacić 6 milionów dolarów kary za „naruszenia w produkcji, przechowaniu i transporcie materiałów wybuchowych”. Samuel Abu Jinapor określił również warunki, które Maxam musi spełnić, aby móc kontynuować działalność w Ghanie. Eksperci z Ghany obawiali się jednak wpływu skutków kary na gospodarkę górniczą w kraju.